# Henri de Baralle
Henri Joseph de Baralle, né le 16 décembre 1827 à Cambrai (France) et mort le 11 juin 1882 dans la même ville, est un architecte français.

## Biographie
Il est le fils de l'architecte André de Baralle. Il supplée son père pour les chantiers des édifices diocésains dès 1849. En août 1857, il succède à son père sur proposition de ce dernier comme architecte diocésain. Henri de Baralle a été élève de Léon Vaudoyer, à l’École des Beaux-Arts de Paris (promotion de 1846).
Il restaure, agrandit et embellit de nombreux bâtiments religieux. On lui doit en particulier la façade de la Chapelle des Jésuites de Cambrai.
Il est membre fondateur de la société des architectes du Nord en 1868, initiative impulsée par Auguste Mourcou et Émile Vandenbergh.
Décédé en 1882, il est enterré au cimetière de la Porte Notre-Dame à Cambrai.

### Commémoration
Une exposition « Du rêve à la réalité » présentant un ensemble important et inédit de dessins des architectes André et Henri de Baralle a eu lieu au musée de Cambrai du 14 octobre 2011 au 15 janvier 2012. Les dessins sont visibles sur la base de données Musenor., dans les archives du musée de Cambrai.

## Réalisations notables
- 1865: Chapelle funéraire Bricout, Estourmel,  Inscrit MH [4]
- 1868-1876: Restauration de la Cathédrale Notre-Dame-de-Grâce de Cambrai,  Inscrit MH [5]
- 1868-1871 Réfection de la façade de la Chapelle des jésuites de Cambrai[6]
- 1869: Église Saint-Aubert de Proville et Chapelle funéraire Crépin
- 1867-1869: clocher, porche et chœur de l’église Saint-Rémy de Neuville-Saint-Rémy
- 1873-1878: Église de l'Immaculée-Conception de Cambrai
- 1874-1876: Église Saint-Barthélemy, Wahagnies[7]
- 1874-1878: Église Notre-Dame-de-la-Visitation, Auberchicourt
- 1877: Église Saint-Nicolas de Wasquehal, Wasquehal

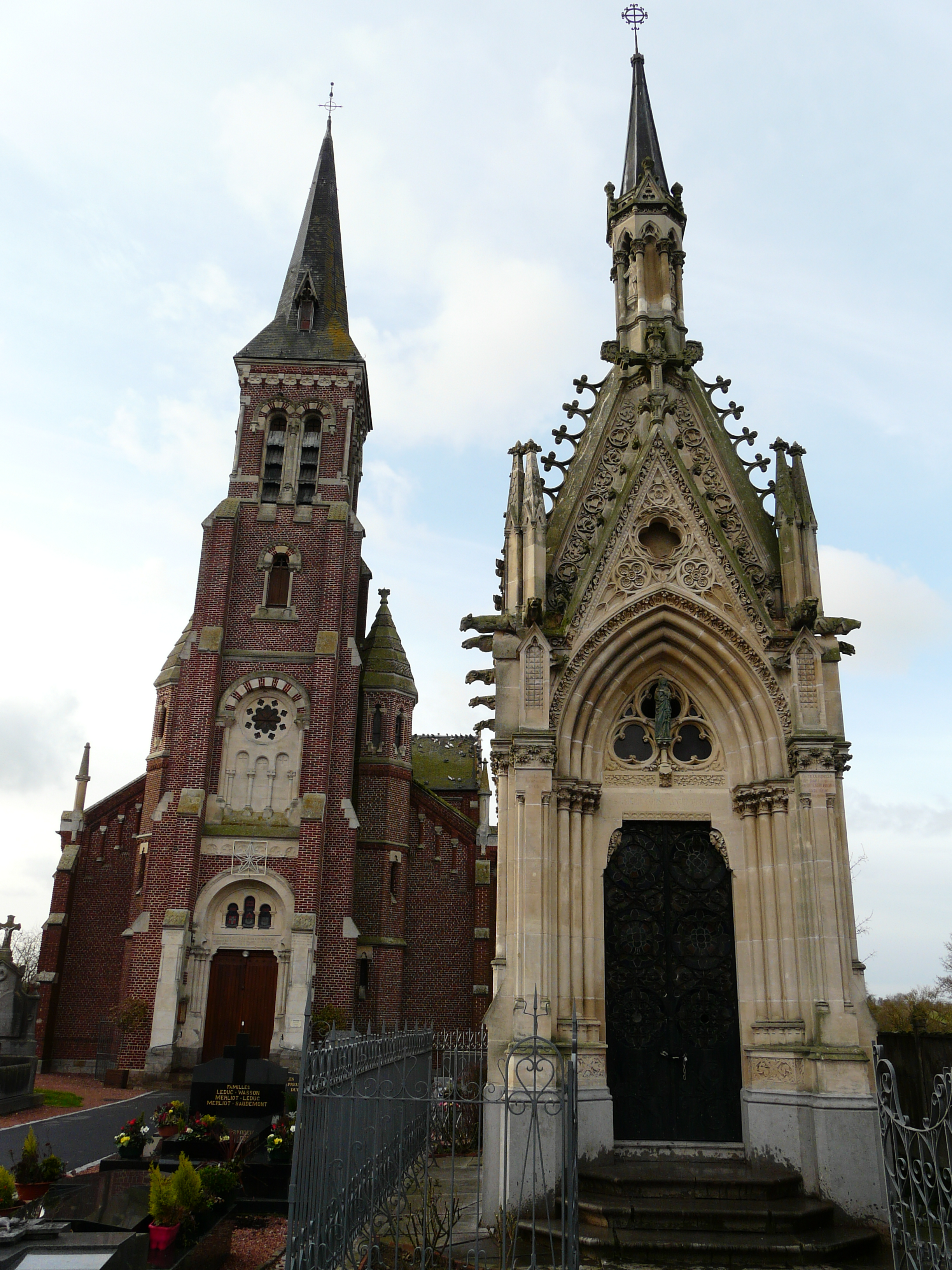
La Chapelle Bricout,Estourmel
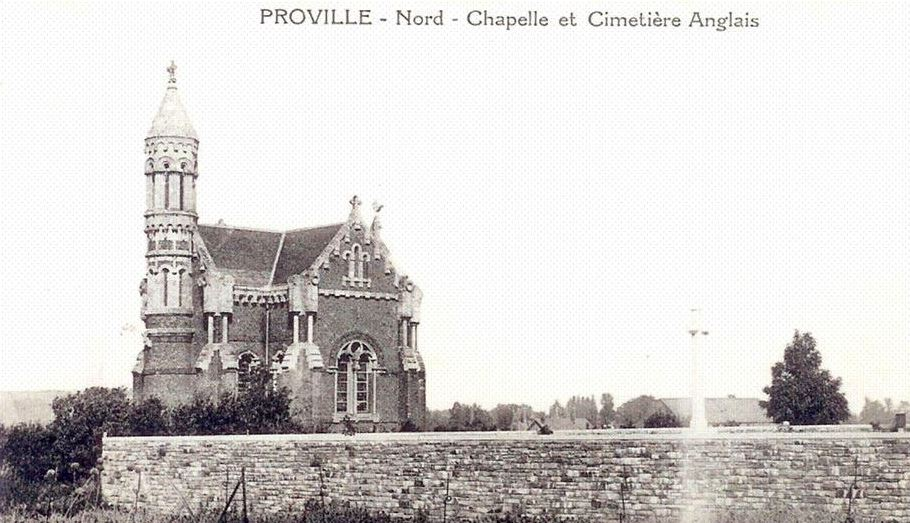
Chapelle de la famille Crépin, Proville
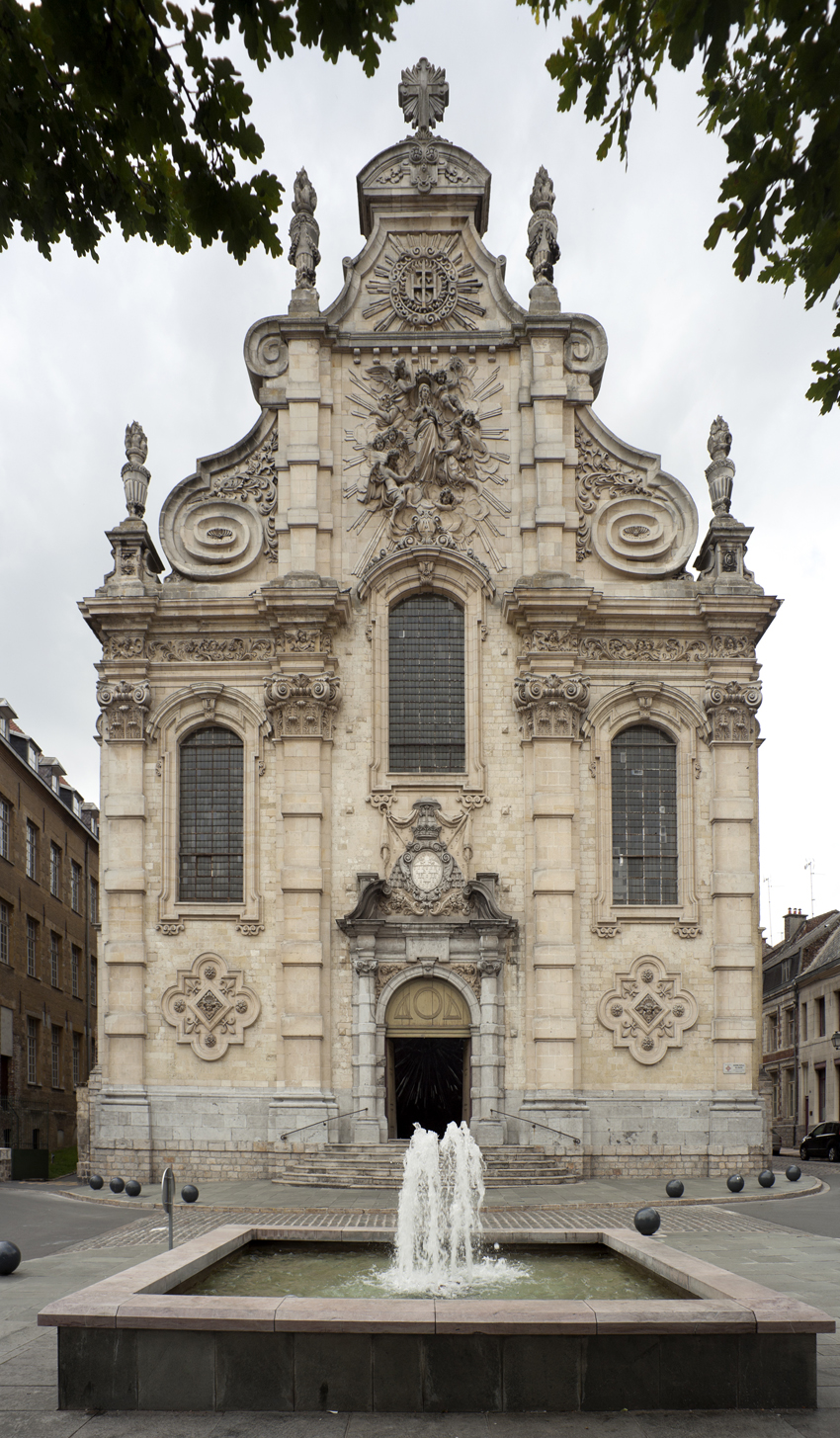
Chapelle des Jésuites, Cambrai
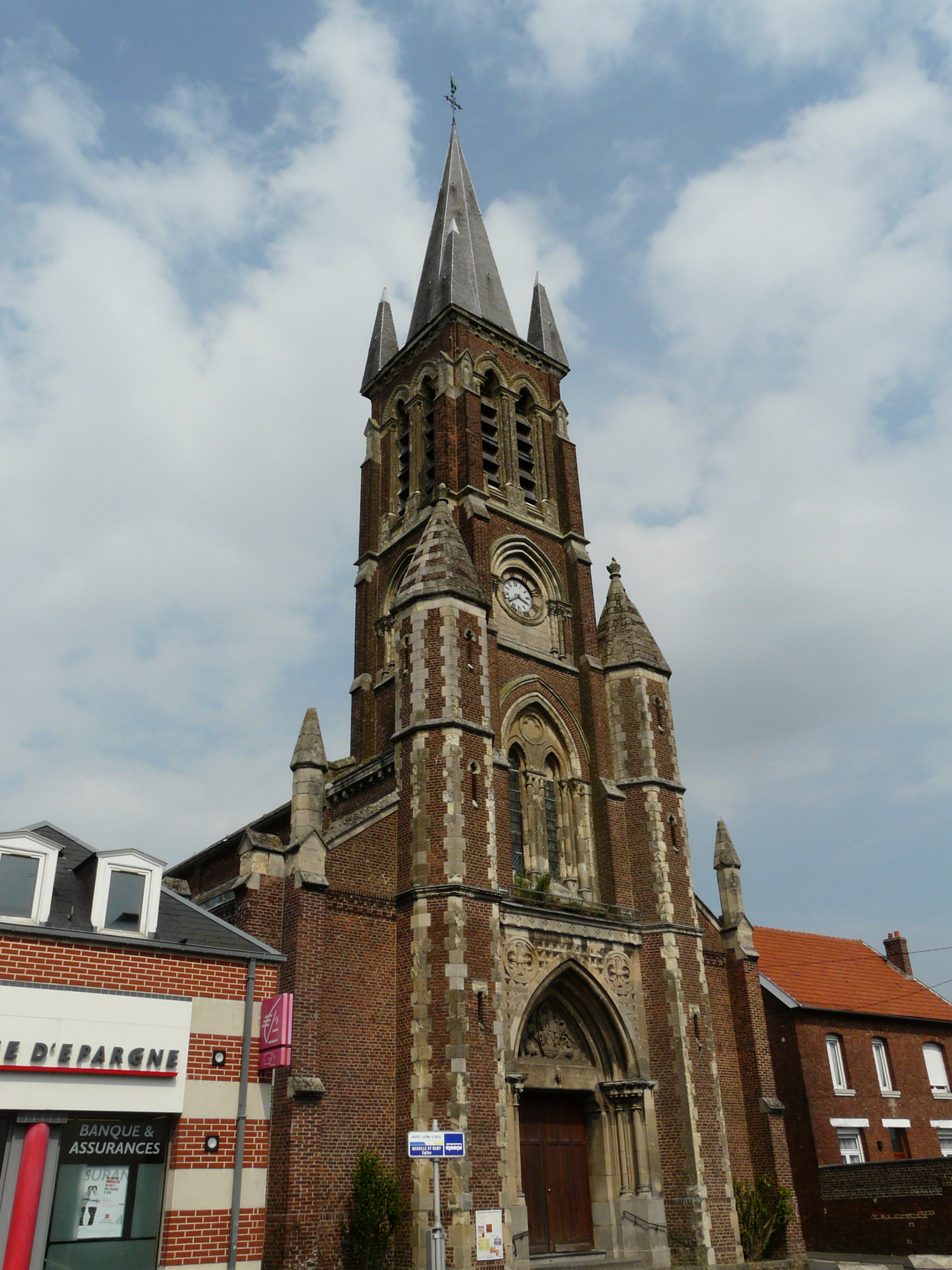
Eglise de Neuville-Saint-Rémy